# 黃翰 (永樂進士)
黃翰（1391年—？），字汝申，直隸松江府華亭縣三十七保霜字圍人，明朝政治人物。進士出身。

## 生平
應天府鄉試二百九十五名。永樂十年（1412年）壬辰科會試九十一名，殿試登進士第二甲第二十六名。

## 家族
曾祖黃福。祖父黃秀山。父亲黃師中。